# Região Geográfica Imediata de Diamantina

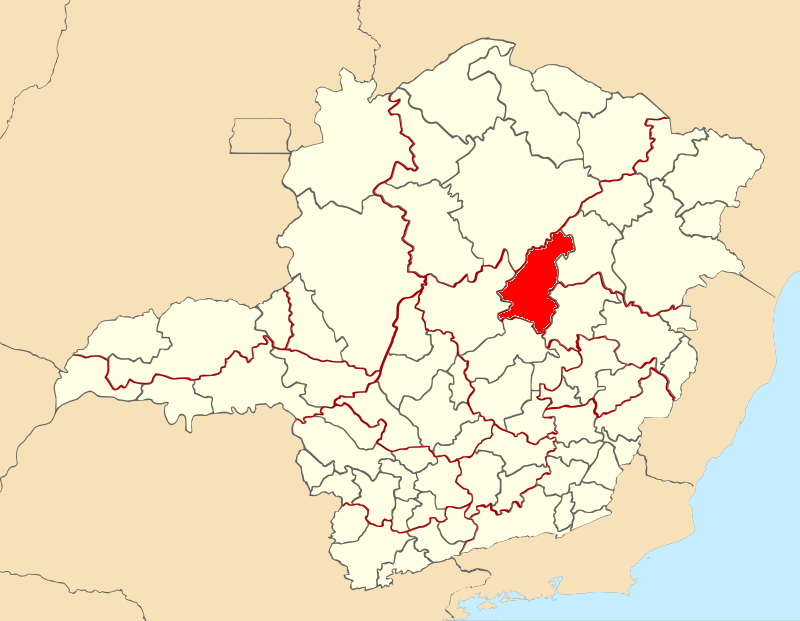
Região Geográfica Imediata de Diamantina.

A Região Geográfica Imediata de Diamantina é uma das 70 regiões geográficas imediatas do Estado de Minas Gerais, uma das sete regiões geográficas imediatas que compõem a Região Geográfica Intermediária de Teófilo Otoni e uma das 509 regiões geográficas imediatas do Brasil, criadas pelo IBGE em 2017.

## Municípios
É composta por 13 municípios: 
- Alvorada de Minas
- Carbonita
- Couto de Magalhães de Minas
- Datas
- Diamantina
- Felício dos Santos
- Gouveia
- Presidente Kubitschek
- Santo Antônio do Itambé
- São Gonçalo do Rio Preto
- Senador Modestino Gonçalves
- Serra Azul de Minas
- Serro

## Estatísticas
Tem uma população estimada pelo IBGE para 1.º de julho de 2017 de 126 588 habitantes e área total de 10 939,631 km².